# Strada statale 569 di Vignola
La ex strada statale 569 di Vignola (SS569), ora strada provinciale 569 R di Vignola (SP569R), è una strada provinciale italiana di collegamento interprovinciale tra la Provincia di Modena e la Città metropolitana di Bologna.

## Storia
La strada venne istituita nel 1967 con il seguente percorso: "Innesto strada statale n.12 a Maranello - Solignano Nuovo - Vignola - Bazzano - innesto strada statale n. 64 a Casalecchio di Reno."
Nel 1988, contemporaneamente alla deviazione della SS12 su un nuovo tracciato, il punto d'origine della strada venne arretrato da Maranello (sul vecchio tracciato della SS12) a Pozza (sul nuovo tracciato); il tratto abbandonato dalla SS569 divenne parte della SS467.
In seguito al decreto legislativo numero 112 del 1998, dal 2001 la gestione è passata dall'ANAS alla Regione Emilia-Romagna, che ha provveduto al trasferimento dell'infrastruttura al demanio della Provincia di Bologna e della Provincia di Modena per le tratte territorialmente competenti.
Dal 07/04/2021 la strada è stata riconsegnata parzialmente ad ANAS S.p.A., in attuazione del DPCM 21/11/2019 (piano "Rientro strade - seconda tranche").

## Percorso
La strada ha origine distaccandosi dalla strada statale 12 dell'Abetone e del Brennero all'altezza di Pozza, frazione di Maranello e prosegue in prevalenza in direzione est, superando il torrente Tiepido e attraversando Solignano Nuovo, località posta nel comune di Castelvetro di Modena. L'arteria continua piegando verso sud, raggiungendo Vignola (dove si sovrappone alla strada statale 623 del Passo Brasa) e Savignano sul Panaro, località divise dall'omonimo fiume. Prosegue poi in direzione nord-est, entrando nella Provincia di Bologna, dove attraversa i centri abitati di Bazzano, Crespellano, Ponte Ronca, Zola Predosa e Riale, innestandosi sulla strada statale 64 a Casalecchio di Reno.
Per ovviare ai problemi di inquinamento ambientale e sicurezza stradale causati dall'insostenibile mole di traffico, anche pesante, all'interno dei centri abitati, le province di Modena e Bologna hanno realizzato numerose varianti al tracciato storico: 
- alla fine degli anni '90, la Variante di Zola Predosa e Riale: tracciato che evita l'attraversamento di Zola e della rispettiva frazione, collegandosi tramite la SC via Tiepolo al raccordo autostradale 1 uscita Casalecchio di Reno;
- il 28/09/2002, la Variante di Ponte Ronca: evita la frazione, posta nel comune di Zola, sostituendo il tratto di Via Risorgimento compreso tra via Lunga e via Tiepolo[8];
- il 14/07/2009, la Variante di Vignola e Savignano: evita l'attraversamento delle località Bettolino (nel comune di Vignola), Formica e Mulino (nel comune di Savignano sul Panaro); ha inizio dalla SC via Sant'Eusebio (nel comune di Castelvetro di Modena), prosegue in direzione est superando con nuovo viadotto il fiume Panaro e termina al confine con la provincia di Bologna nei pressi di Bazzano;
- il 24/07/2009, la Variante di Pozza e Solignano: ha origine a Pozza (Maranello), dall'intersezione a livelli sfalsati tra la SS12 e la variante alla ex strada statale 467 di Scandiano, si sviluppa in direzione est superando con nuovo viadotto il torrente Tiepido e innestandosi sulla SC via Montanara nei pressi di Solignano, frazione del comune di Castelvetro; il tracciato coincide con il prolungamento della stessa SS467[9][10];

- il 18/05/2019, la Variante di Bazzano e Crespellano: con inizio a Bazzano, dal confine con la provincia di Modena (variante di Vignola e Savignano), il tracciato prosegue in direzione nord-est e si innesta sulla SC via Lunga (nei pressi di Crespellano).[11]

L'11 giugno 2025, è stata inaugurata e aperta al traffico la Variante di Cà di Sola: il tracciato, che evita l'attraversamento della suddetta località posta nel comune di Castelvetro di Modena, prende origine dalla SC via Sant'Eusebio, si sviluppa in direzione ovest  e termina innestandosi sulla SC via Montanara a Solignano (di fatto evitando l'attraversamento anche di quest'ultimo centro abitato). Con il suddetto tratto si completa definitivamente la variante alla SS569 (in provincia di Modena denominata "Nuova Pedemontana") che, senza soluzione di continuità, si collega al tracciato della variante alla ex SS467, realizzata negli anni ottanta, creando un'alternativa alla via Emilia per collegare Bologna alla provincia di Reggio Emilia: attualmente il tratto in variante della SS467 si estende infatti fino a Scandiano, comune pedecollinare della provincia reggiana.